# هيكارو ميتا
هيكارو ميتا (باليابانية: 三田 光) (1 أغسطس 1981 في طوكيو في اليابان – )؛ هو لاعب كرة قدم ياباني سابق كان يلعب كمدافع.

## وصلات خارجية
- هيكارو ميتا على موقع رابطة كرة القدم اليابانية للمحترفين (اليابانية)
- هيكارو ميتا على موقع قاعدة بيانات كرة القدم.إي يو (الإنجليزية)
- هيكارو ميتا على موقع Soccerway.com (الإنجليزية)
- هيكارو ميتا على موقع عالم كرة القدم.نت (الإنجليزية)